# Cuộc vây hãm Baghdad (1258)
Bao vây Baghdad diễn ra từ ngày 19 tháng 1 đến 10 tháng 2 năm 1258 khi quân Mông Cổ thuộc Hãn quốc Y Nhi và đồng minh tiến hành bao vây, chiếm lĩnh và cướp phá Baghdad, đương thời là thủ đô của Đế quốc Abbas. Quân Mông Cổ nằm dưới quyền chỉ huy của Húc Liệt Ngột Hãn, em trai của Đại hãn Mông Kha- có ý định khuếch trương hơn nữa vào Lưỡng Hà song không trực tiếp lật đổ Đế quốc. Tuy nhiên, Mông Kha chỉ thị cho Húc Liệt Ngột tiến công Baghdad nếu Khalip Al-Musta'sim từ chối các yêu sách của Mông Cổ về việc duy trì quy phục Đại Hãn và nộp cống dưới hình thức hỗ trợ quân sự cho lực lượng Mông Cổ tại Iran.
Húc Liệt Ngột bắt đầu chiến dịch tại Iran bằng một số cuộc tấn công các nhóm Nizari, trong đó có Hội sát thủ Hashshashin. Sau đó, ông hành quân đến Baghdad, yêu sách rằng Al-Musta'sim chấp thuận các điều khoản mà Mông Kha áp đặt cho Abbas. Mặc dù Abbas không chuẩn bị ứng phó với cuộc xâm chiếm, song Khalip tin rằng Baghdad có thể không thất thủ trước quân xâm chiếm và từ chối đầu hàng. Sau đó, Húc Liệt Ngột bao vây thành, kết quả là thành phải đầu hàng sau 12 ngày. Trong tuần sau đó, quân Mông Cổ cướp phá Baghdad, có nhiều hành động tàn bạo và phá hủy các thư viện đại quy mô của Abbas. Quân Mông Cổ hành quyết Al-Musta'sim và tàn sát nhiều cư dân trong thành, khiến dân số Baghdad giảm rất nhiều. Cuộc bao vây được cho là đánh dấu kết thúc Kỷ nguyên hoàng kim Hồi giáo, là thời kỳ mà các khalip khuếch trương quyền cai trị của họ từ bán đảo Iberia cho đến Sindh, và có nhiều thành tựu về văn hóa.

## Bối cảnh
Baghdad là thủ đô của Đế quốc Abbas trong nhiều thế kỷ, các quân chủ của đế quốc Hồi giáo thứ ba này là hậu duệ của một người chú ruột mang tên Abbas của Muhammad. Năm 751, dòng Abbas lật đổ dòng Umayya và chuyển trụ sở của Khalip (quân chủ) từ Damas đến Baghdad. Vào thời kỳ đỉnh cao, dân số thành phố đạt xấp xỉ một triệu, có một đạo quân 60.000 binh sĩ bảo vệ. Tuy nhiên, đến giữa thế kỷ 13, quyền lực của dòng Abbas suy thoái, các quân phiệt Turk và Mamluk thường nắm giữ nhiều quyền lực hơn các Khalip. Tuy vậy, thành phố vẫn duy trì ý nghĩa tượng trưng, và vẫn là một nơi giàu có và có văn hóa. Các Khalip bắt đầu kết minh với Đế quốc Mông Cổ đang bành trướng tại phía đông, và Khalip an-Nasir li-dini'llah (trị vì 1180–1225) có thể từng nỗ lực kết minh với Thành Cát Tư Hãn khi Muhammad II của Khwarezm đe dọa tấn công Abbas. Có tin đồn rằng một số tù nhân Thập tự quân bị biến thành cống phẩm cho đại hãn của Mông Cổ.
Theo Mông Cổ bí sử, Thành Cát Tư Hãn và Oa Khoát Đài Hãn ra lệnh cho tướng quân Xước Nhi Mã Hãn (Chormaqan) tấn công Baghdad. Năm 1236, Xước Nhi Mã Hãn lãnh đạo một đạo quân Mông Cổ tới Irbil, đương thời nắm dưới quyền cai trị của Abbas. Các cuộc tấn công tiếp theo nhằm vào Irbil và các khu vực khác của đế quốc diễn ra gần như hàng năm. Một số cuộc cướp phá cũng được cho là đã đến Baghdad, song các cuộc tấn công của người Mông Cổ không phải là luôn giành thắng lợi, như quân Abbas đánh bại quân ngoại xâm vào năm 1238 và 1245.
Bất chấp các chiến thắng này, Đế quốc Abbas hy vọng đạt được thỏa thuận với người Mông Cổ và đến năm 1241 thì chấp thuận cống nạp hàng năm cho triều đình của đại hãn. Các sứ thần từ Abbas hiện diện tại lễ đăng cơ của Quý Do Hãn vào năm 1246 và của Mông Kha Hãn vào năm 1251. Trong thời gian trị vì ngắn của mình, Quý Do Hãn nhất quyết yêu cầu Khalip Al-Musta'sim hoàn toàn quy phục trước quyền uy của Mông Cổ và đích thân đến Karakorum. Do Khalip từ chối và các kháng cự khác của Abbas, người Mông Cổ gia tăng các nỗ lực bành trướng quyền uy của mình.

## Húc Liệt Ngột chinh phạt
Năm 1257, Mông Kha quyết tâm thiết lập quyền lực vững chắc đối với Lưỡng Hà, Syria, và Iran. Đại hãn cho em trai là Húc Liệt Ngột quyền lực đối với một hãn quốc phụ thuộc là Y Nhi, chỉ thị phải buộc các quốc gia Hồi giáo phải quy phục, trong đó có Đế quốc Abbas. Mặc dù không tìm cách phế truất Al-Musta'sim, song Mông Kha lệnh cho Húc Liệt Ngột tàn phá Baghdad nếu Khalip từ chối các yêu sách về đích thân quy phục Húc Liệt Ngột và nộp cống dưới hình thức viện trợ quân sự, nhằm củng cố quân đội của Húc Liệt Ngột trong các chiến dịch chống lại các quốc gia Ismaili tại Iran ngày nay.
Để chuẩn bị cho xâm chiếm, Húc Liệt Ngột gây dựng một lực lượng viễn chinh lớn, bắt mỗi một trong mười nam giới trong độ tuổi đi lính trên toàn Đế quốc Mông Cổ, tập hợp được một đạo quân Mông Cổ có thể là đông đảo nhất từng tồn tại với một ước tính cho là 150.000. Các tướng quân của đạo quân gồm Arghun Agha, Baiju, Buqa Temür, Quách Khản, và Kitbuqa, Sunitai và nhiều người khác. Lực lượng cũng được bổ sung từ quân Cơ Đốc giáo, bao gồm của Quốc vương Armenia, một đạo quân Frank từ Công quốc Antioch, và một lực lượng Gruzia tìm cách báo thù người Abbas Hồi giáo vì các shah của Khwarazm cướp phá thủ đô Tiflis nhiều thập niên trước. Khoảng 1.000 pháo thủ người Hán tháp tùng quân đội Mông Cổ, cùng với đó là các lực lượng phụ trợ người Ba Tư và Đột Quyết theo như lời của sử gia Ba Tư đương đại Ata-Malik Juvayni.
Húc Liệt Ngột dẫn quân đến Iran, tại đây ông thắng lợi trong chiến dịch chống người Lur, Bukhara, và dư đảng của Khwarezm. Sau khi chinh phục họ, Húc Liệt Ngột chuyển hướng chú ý sang Hashshashin dòng Ismaili và Đại sư của họ là Imam 'Ala al-Din Muhammad, những người nỗ lực ám sát Mông Kha và thuộc hạ của Húc Liệt Ngột là Khiếp Đích Bất Hoa (Kitbuqa). Mặc dù Hashshashin thất bại trong cả hai nỗ lực, song Húc Liệt Ngột vẫn tiến quân đến thành trì của họ tại Alamut, và chiếm được thành. Người Mông Cổ sau đó hành quyết Đại sư Imam Rukn al-Dun Khurshah, là người kế nhiệm 'Ala al-Din Muhammad trong thời gian 1255-1256.

## Chiếm Baghdad
Sau khi đánh bại Hashshashin, Húc Liệt Ngột gửi tin cho Al-Musta'sim, yêu cầu chấp thuận yêu sách do Mông Kha áp đặt. Al-Musta'sim từ chối, phần lớn là do tác động của người cố vấn và đại tể tướng là Ibn al-Alkami. Các sử gia quy những động cơ khác nhau khiến al-Alkami phản đối quy phục, bao gồm phản bội và thiếu năng lực, và có vẻ là ông nói dối với Khalip về mức độ nghiêm trọng của cuộc xâm lăng, quả quyết với Al-Musta'sim rằng nếu thủ đô của đế quốc gặp nguy hiểm trước một đội quân Mông Cổ, thế giới Hồi giáo sẽ lao đến cứu viện.
Al-Musta'sim hồi đáp các yêu cầu của Húc Liệt Ngột theo cách thức mà khiến cho Tư lệnh người Mông Cổ cảm thấy sự hăm dọa và xúc phạm đủ để ngừng tiếp tục thương lượng, song ông từ chối tập hợp quân đội để hỗ trợ lực lượng hiện hữu tại Baghdad, cũng không gia cố tường thành. Đến ngày 11 tháng 1, quân Mông Cổ đến khu vực lân cận thành, đóng hai bên bờ sông Tigris nhằm tạo thành một gọng kìm quanh thành phố, và Al-Musta'sim cuối cùng quyết định đối đầu với quân Mông Cổ, phái một đạo quân gồm 20.000 kị binh đi tấn công. Đội kị binh chịu thất bại quyết định trước quân Mông Cổ, các công trình sư của Mông Cổ phá đê dọc sông Tigris và làm ngập khu vực ở phía sau quân Abbas, đánh bẫy họ.

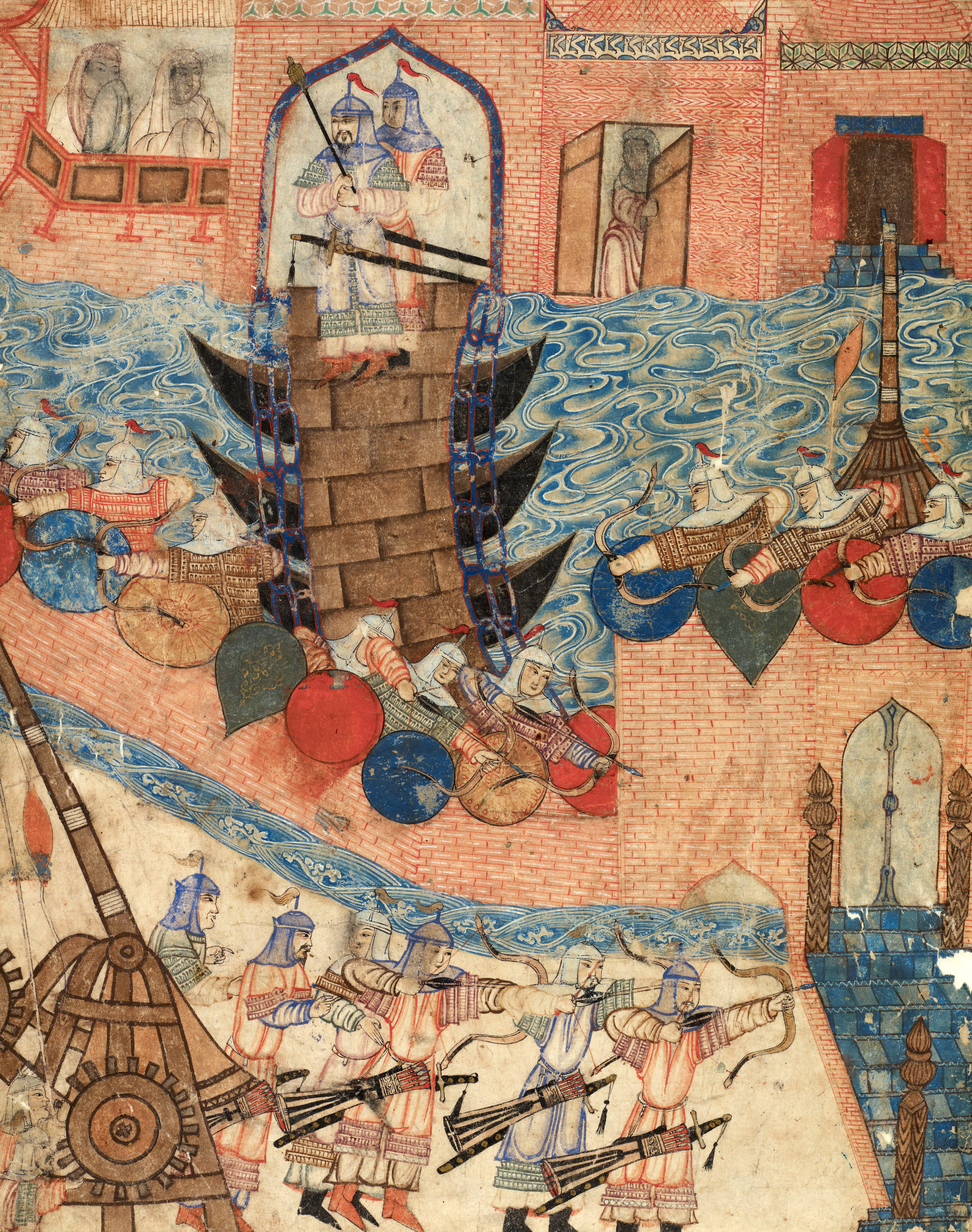
Bức tranh Ba Tư (thế kỷ 14) mô tả quân của Húc Liệt Ngột bao vây thành phố

Ngày 29 tháng 1, quân Mông Cổ bắt đầu bao vây Baghdad, xây dựng một hàng rào chấn song và một hào quanh thành phố. Người Mông Cổ sử dụng các dụng cụ công thành và máy lăng đá, nỗ lực chọc thủng tường thành, và đến ngày 5 tháng 2 thì họ chiếm được một bộ phận quan trọng của thành lũy. Nhận thấy rằng quân của mình ít có cơ hội tái chiếm tường thành, Al-Musta'sim nỗ lực khai thông thương lượng với Húc Liệt Ngột, song bị cự tuyệt. Khoảng 3.000 quý tộc Baghdad cũng nỗ lực thương lượng với Húc Liệt Ngột song họ bị tàn sát. Năm ngày sau đó, tức 10 tháng 2, thành Baghdad đầu hàng, song người Mông Cổ không vào thành cho đến ngày 13, bắt đầu một tuần tàn sát và tàn phá.

## Tàn phá

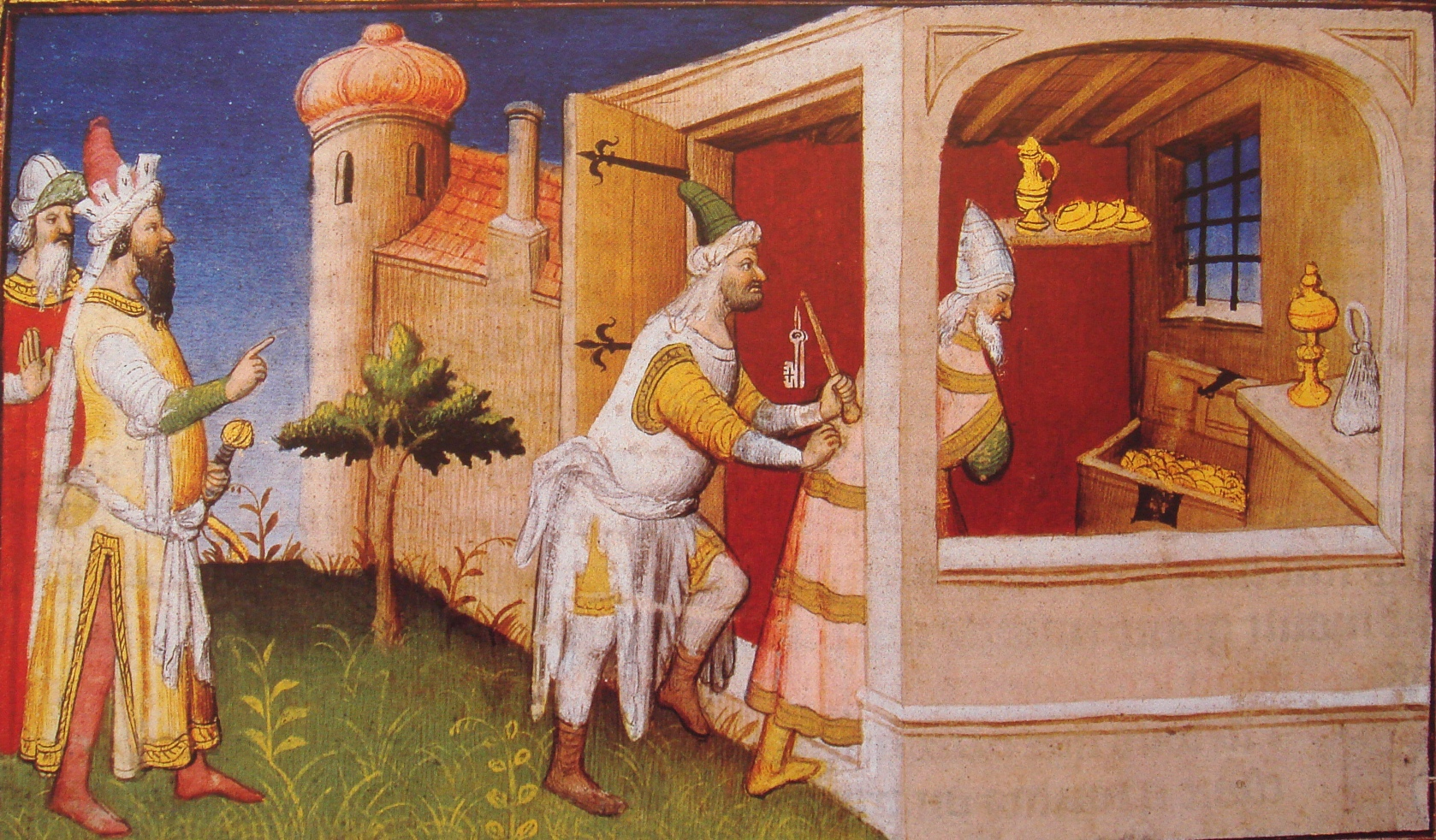
Húc Liệt Ngột (trái) giam cầm Khalip Al-Musta'sim giữa kho báu của ông để bỏ đói đến chết. Miêu tả thời Trung Cổ từ Le livre des merveilles, thế kỷ 15

Nhiều ghi chép lịch sử miêu tả chi tiết về sự tàn bạo của quân Mông Cổ.
- Đại thư viện Baghdad bị phá hủy với vô số tư liệu và sách có tính lịch sử quý báu về các chủ đề từ y học đến thiên văn học. Những người sống sót kể rằng nước sông Tigris đổi màu đen do mực từ lượng sách khổng lồ bị vứt xuống sông[28] và màu đỏ từ máu của các khoa học gia và triết gia bị sát hại.
- Các thị dân nỗ lực đào thoát, song bị quân Mông Cổ chặn lại, quân Mông Cổ tàn sát hàng loạt bất kể phụ nữ hay trẻ nhỏ. Martin Sicker viết rằng gần 90.000 người có thể đã chết.[29] Các ước tính khác thì cao hơn nhiều, Wassaf tuyên bố có hàng trăm nghìn người thiệt mạng. Ian Frazier của The New Yorker thì nói ước tính tổng số tử vong dao động từ 200.000 đến một triệu.[30]
- Quân Mông Cổ cướp bóc và sau đó phá hủy các thánh đường, cung điện, thư viện, và bệnh viện. Các tòa nhà lớn được kiến thiết qua nhiều thế hệ bị thiêu hủy.
- Khalip bị bắt và buộc phải nhìn các thị dân bị tàn sát và kho báu của mình bị cướp phá. Theo hầu hết tài liệu, khalip bị giẫm đạp đến chết. Quân Mông Cổ cuốn khalip trong một tấm thảm rồi cưỡi ngựa giẫm lên, do họ tin rằng sẽ là xúc phạm thổ địa nếu để nó dính máu hoàng thất. Chỉ một con trai của khalip thoát chết, người này được đưa đến Mông Cổ, các sử gia Mông Cổ ghi rằng người này kết hôn và sinh con, song không đóng vai trò nào trong Hồi giáo.
- Húc Liệt Ngột chuyển trại ra đầu hướng gió vì mùi thối của các thi thể phân hủy trong thành.

Dân số Baghdad suy giảm, thành phố tan hoang trong nhiều thế kỷ và chỉ dần khôi phục một số huy hoàng trước đây.

### Bình luận về tàn phá
"Iraq vào năm 1258 rất khác biệt với Iraq ngày nay. Nền nông nghiệp tại đây được trợ giúp từ một hệ thống kênh rạch có hàng nghìn năm tuổi. Baghdad đã là một trong các trung tâm tri thức lỗi lạc nhất trên thế giới. Người Mông Cổ tàn phá Baghdad gây một đòn tâm lý mà từ đó Hồi giáo chưa khôi phục. Kèm với Baghdad bị cướp phá, sự nở rộ tri thức của Hồi giáo bị dập tắt. Hình dung Athens hay Pericles và Aristotle bị một vũ khí hạt nhân phá sạch để nhận thấy tính tàn ác của tai họa. Người Mông Cổ lấp các kênh tưới tiêu và khiến dân số Iraq suy thoái quá mức để khôi phục được." 
"Họ quét qua thành phố giống như các con ưng đói tấn công một đàn bồ câu, hay giống như những con sói dữ tấn công đàn cừu, với dây cương lỏng và diện mạo vô liêm sỉ, tàn sát và gieo rắc nỗi kinh hãi...giường và đệm làm từ vàng và được khảm bằng châu báu bị cắt thành từng mảnh bằng dao và rách vụn. Những người trốn sau rèm của hậu cung bị kéo lê... qua các ngõ phố, mỗi người trong họ trở thành một món đồ chơi...khi dân cư chết trong tay kẻ xâm lăng." (Abdullah Wassaf theo trích dẫn của David Morgan)

### Nguyên nhân nông nghiệp suy thoái
Một số sử gia cho rằng quân Mông Cổ tàn phá phần lớn hạ tầng thủy lợi hiện diện tại Lưỡng Hà trong nhiều thiên niên kỷ. Các kênh rạch bị chia cắt do chiến thuật quân sự và không bao giờ được khôi phục. Do nhiều cư dân thiệt mạng hoặc đào thoát nên không đủ lực lượng bảo quản hệ thống kênh đào. Chúng bị đổ vỡ hoặc bồi đắp. Thuyết này được sử gia Svatopluk Souček tán thành trong sách A History of Inner Asia năm 2000.
Các sử gia khác thì cho rằng đất bị nhiễm mặn là nguyên nhân gây suy thoái nông nghiệp.

## Hậu quả
Húc Liệt Ngột để lại 3.000 binh sĩ Mông Cổ để tái thiết Baghdad. Ata-Malik Juvayni được bổ nhiệm làm thống nhất của Baghdad, Hạ Lưỡng Hà, và Khuzistan. Do can thiệp của người vợ Thoát Cổ Tư khả đôn theo Cảnh giáo của Húc Liệt Ngột, các cư dân theo Cơ Đốc giáo được tha. Húc Liệt Ngột cấp hoàng cung cho Catholicos của Cảnh giáo là Mar Makikha, và lệnh xây một nhà thờ lớn cho ông ta.
Ban đầu, Baghdad thất thủ khiến toàn thể thế giới Hồi giáo sửng sốt, song thành phố trở thành một trong các trung tâm kinh tế, nơi mậu dịch quốc tế, đúc tiền và sự vụ tôn giáo phát triển hưng thịnh dưới quyền các Y Nhi Hãn. Đạt lỗ hoa xích của Mông Cổ sau đó đóng quân trong thành.